# Ellen Andrée
Pour les articles homonymes, voir Andrée (homonymie).
Hélène Marie André, dite Ellen Andrée, née le 7 mars 1856 dans l'ancien 3e arrondissement de Paris et morte le 9 décembre 1933 dans le 9e arrondissement de Paris, est une comédienne, modèle pour de nombreux peintres, en particulier pour des impressionnistes.

## Biographie

### Famille et début de carrière
Ellen Andrée est née sous le nom d'Hélène André, en 1857, rue Geoffroy-Marie à Paris. L'auteur John Collins affirme que le père d'Hélène André est officier dans l'armée et que sa mère est vendeuse au rayon vêtements d'un grand magasin. Dans les notes d'Édouard Manet, se trouve cependant une référence affirmant que le père est le peintre Edmond André. Selon ses propres déclarations, elle est enseignante dans le primaire, une idée qui a été rejetée en raison de ses faibles performances en mathématiques. Elle commence sa carrière professionnelle en tant que mannequin dans la maison de couture Worth.

### Rencontre des peintres
À partir du milieu des années 1870, elle fréquente le Café de la Nouvelle Athènes qui est très prisé des artistes de l'époque. Cela est vu comme inhabituel, car il était considéré comme inapproprié pour une femme célibataire de la classe moyenne de fréquenter un café à cette époque, et seules les prostituées ou les femmes de la classe ouvrière se rendent généralement seules dans un tel endroit. Dans ce contexte, il semble peu probable qu'Ellen Andrée soit elle-même née en 1862, puisqu'elle n'aurait eu que 13 ans en 1875, lorsqu'elle fut pour la première fois le modèle d'Édouard Manet. Son apparence dans ces tableaux ne correspond pas à celle d'une adolescente de 13 ans, et une visite dans un café ne semble pas probable à cet âge non plus. Au Café de la Nouvelle Athènes, elle rencontre des peintres comme Edgar Degas et Auguste Renoir, en plus de Manet, dont elle devient ensuite modèle. Le prérequis pour cela n'était ni la beauté ni la belle silhouette mais, comme l'explique l'historienne de l'art Françoise Cachin, Hélène André a la patience nécessaire pour poser, et son charisme a ce « quelque chose ». Il est aussi possible qu'elle n'ait pas peur des poses osées.
Sa carrière d'actrice est lancée par le scandale causé au Salon de Paris de 1878 par Rolla d'Henri Gervex pour lequel elle a posé. Cela lui vaut d’être découverte par le comédien Lassouche dans l'un des ateliers du peintre. Elle refuse cependant que son visage soit peint. Outre les différentes peintures qu'elle réalise entre 1875 et 1881, de nombreuses photographies de Nadar, qui documente sa vie sur les planches, sont conservées.

### Carrière au théâtre
Ellen Andrée apprend son rôle de comédienne grâce à Joseph Landrol, connu pour ses succès au Théâtre du Gymnase. Elle prend le nom de scène Ellen Andrée, qu'elle conserve après son mariage. En 1879, elle fait ses débuts au Théâtre du Palais-Royal. Suivront des apparitions dans La Cigale, d'Henri Meilhac et de Ludovic Halévy, ainsi que des représentations de mime aux Folies Bergère. Elle apparaît également dans des pièces de vaudeville au Théâtre des Variétés et au Théâtre de la Renaissance. L'un des premiers journalistes à la reconnaître fut Arnold Mortier dans Le Figaro, en 1881, qui compara son style à celui de l'actrice Céline Chaumont.
Elle fait partie de la première distribution du Théâtre Libre, fondé par André Antoine, théâtre attaché au naturalisme. Elle apparaît également dans l'adaptation de La Terre d'Émile Zola, et de Ode triomphale en l'honneur du centenaire de 1789 d'Augusta Holmès. Son succès lui permet de se produire au Théâtre Royal du Parc à Bruxelles en 1894-1895, et plus tard en tournée en Russie, en Argentine et aux États-Unis.
En 1897, Oscar Méténier fonde le Théâtre du Grand Guignol et engage Ellen Andrée pour sa pièce Lui !, un drame en un acte. L'année suivante, elle apparaît dans Les Boulingrin, de Georges Courteline. Elle est une vendeuse aux côtés d'André Antoine dans Les gaietés de l'escadron, en 1899, et on la retrouve dans Le commissaire est bon enfant en 1900, pour Georges Courteline à nouveau. La même année, elle apparaît également dans La Clairière, de Lucien Descaves. Ses premiers rôles principaux comprennent le portrait de Madame Lepic aux côtés d'André Antoine  dans Poil de Carotte, une pièce de Jules Renard. En 1902, elle rejoue avec André Antoine dans son nouveau lieu de travail, le Théâtre Antoine, dans Boule de suif, pièce d'Oscar Méténier d'après le roman de Guy de Maupassant.
Suivent ensuite des apparitions dans Monsieur Vernet de Jules Renard (1903) et La Rafale d'Henri Bernstein (1905). En 1908, elle apparaît dans Un divorce d'André Cury, La Maison en ordre d'Arthur Wing Pinero et Le Lys de Gaston Leroux. En 1909, elle joue deux pièces au Théâtre du Vaudeville : La Maison de danses de Charles Muller d'après un roman de Paul Reboux et Suzette d'Eugène Brieux. Elle apparaît également dans La Route d'émeraude de Jean Richepin cette année-là. Après La Vagabonde de Colette (1910) et Le Tribun de Paul Bourget (1911), elle joue en 1912 dans La Prise de Berg-op-Zoom de Sacha Guitry et On naît esclave, de Jean Schlumberger. Avant que la Première Guerre mondiale n'interrompe sa carrière, elle apparaît en 1913 dans les pièces La Belle Aventure d'Étienne Rey, Le Phalène d'Henry Bataille, Hélène Ardouin d'Alfred Capus et Les Éclaireuses de Maurice Donnay.
Après qu'Ellen Andrée joue dans Chéri de Colette au théâtre Michel en 1920, elle célèbre l'un de ses plus grands succès en 1921 au Théâtre Édouard VII. Elle y joue dans Le Comédien de Sacha Guitry dans plus de 100 représentations. La même année, elle se produit également au Théâtre du Vaudeville dans Le Chemin de Damas de Pierre Wolff. Son dernier rôle connu est dans Les Vignes du Seigneur de Francis de Croisset en 1923.

### Vie privée
Ellen Andrée devient en 1885 la compagne d'Henri-Julien Dumont, peintre et affichiste, qu'elle épouse en 1887. Elle habite un temps rue du Rocher dans le 8e arrondissement de Paris. Après son mariage, elle vit à Ville-d'Avray puis au 71 boulevard de Clichy, où elle meurt en décembre 1933. Ils se rencontrent chez Henri Gervex, rue Ballu, en 1887, où elle le présente à Edgar Degas, comme elle le raconte au critique Félix Fénéon.
Elle est enterrée à Paris au cimetière de Montmartre (1re division) aux côtés de son époux.

## Les peintres dont elle fut le modèle

### Manet
Après Degas, Manet est le premier peintre à travailler avec Ellen Andrée. Son tableau Une Parisienne, réalisé en 1875, la montre comme une femme typique de la IIIe République et représente pour Manet l'incarnation du « chic parisien », tout comme Nina de Callias et Henriette Hauser qu'il peint aussi.
Dans les années qui suivent, Manet travaille à plusieurs reprises avec Ellen André comme modèle. Il existe des preuves qu'elle a posé pour le pastel qui est maintenant au musée d'Orsay.
Ellen Andrée pose pour Tête de jeune femme. La même année, Manet la peint comme un des personnages du tableau Café-concert de Reichshoffen. Le tableau n'existe aujourd'hui qu'en deux fragments partiels révisés. La partie gauche avec le portrait d'Hélène André est dans la collection du musée Oskar Reinhart « Am Römerholz ». Elle sert également de modèle pour le tableau Jeune fille assise de Manet en 1880.
Dans deux autres tableaux de Manet de 1878, le rôle d'Ellen André est moins évident. Dans le tableau Chez le père Lathuille, elle s'est d'abord assise comme modèle, mais n'est plus apparue au bout de deux séances et est remplacée par Judith French, une parente de Jacques Offenbach. Avec le tableau La Prune, l'historien de l'art Theodore Reff (en) émet l’hypothèse en 1982 que la personne représentée pourrait être Ellen André, mais sans en apporter la preuve. Son collègue Charles S. Moffett (en) évoque le manque de ressemblance avec d'autres portraits de cette période.

Ellen Andrée peinte par Édouard Manet
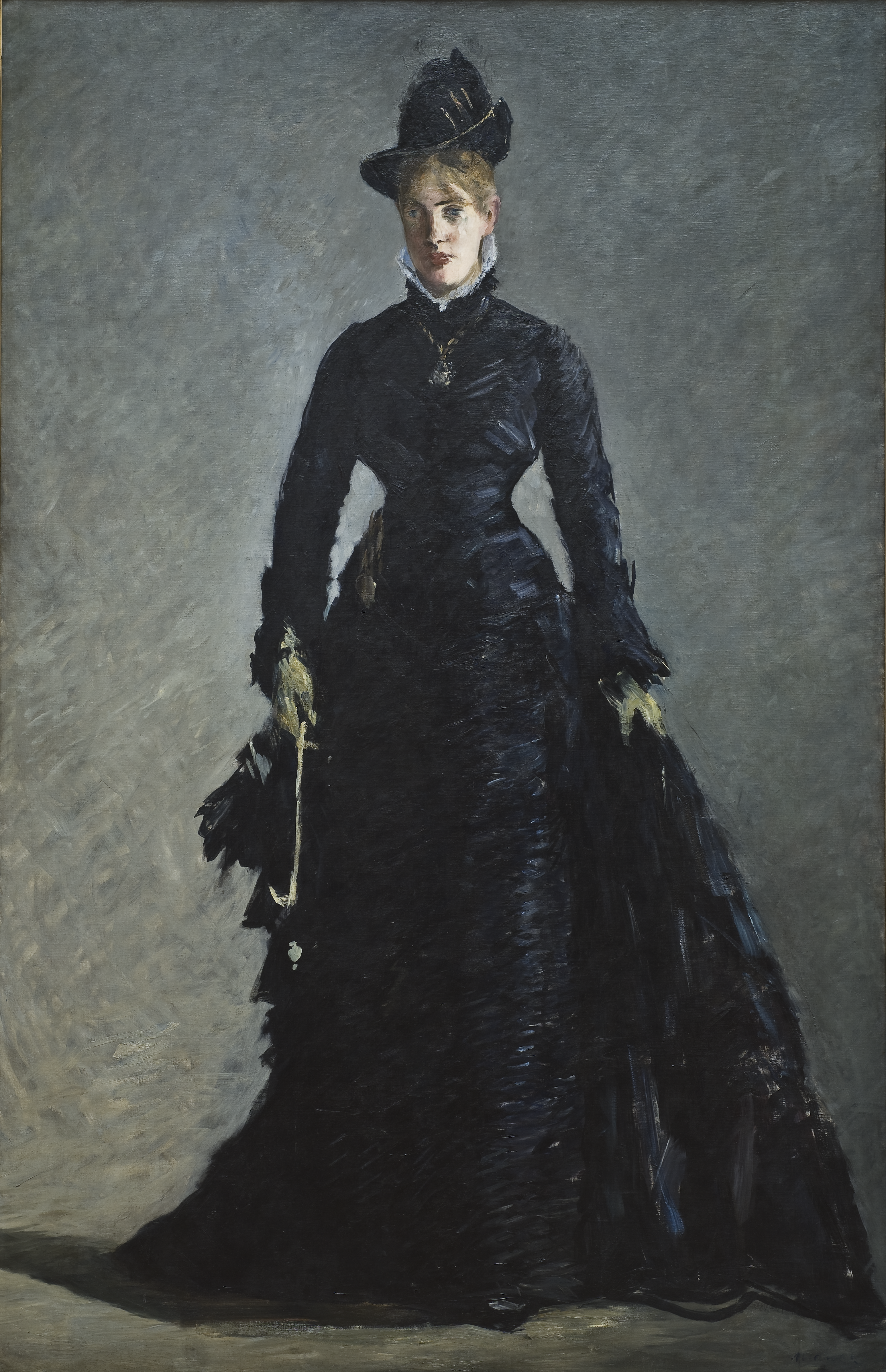
Une Parisienne (1874), Stockholm, Nationalmuseum.
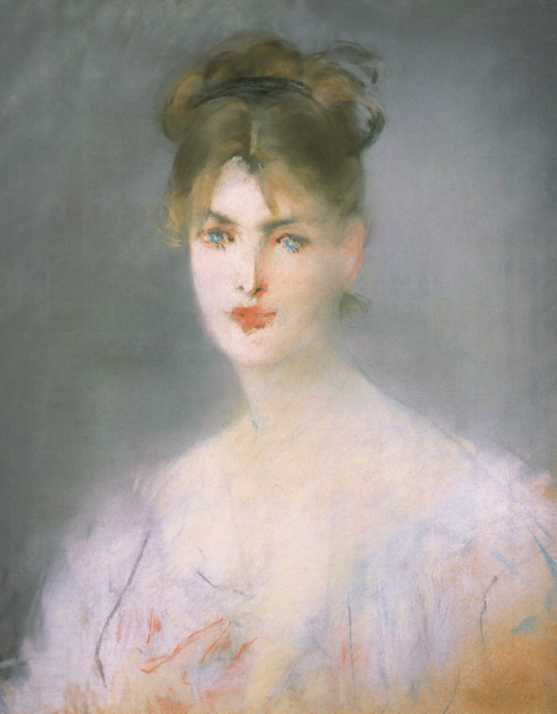
Tête de jeune femme (1878), Paris, musée d'Orsay.
Au café (1878), Winterthour, musée Oskar Reinhart.
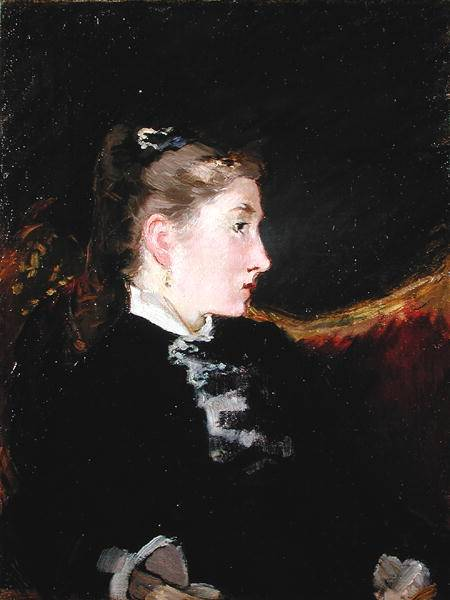
Jeune Fille Assise (1880), collection privée
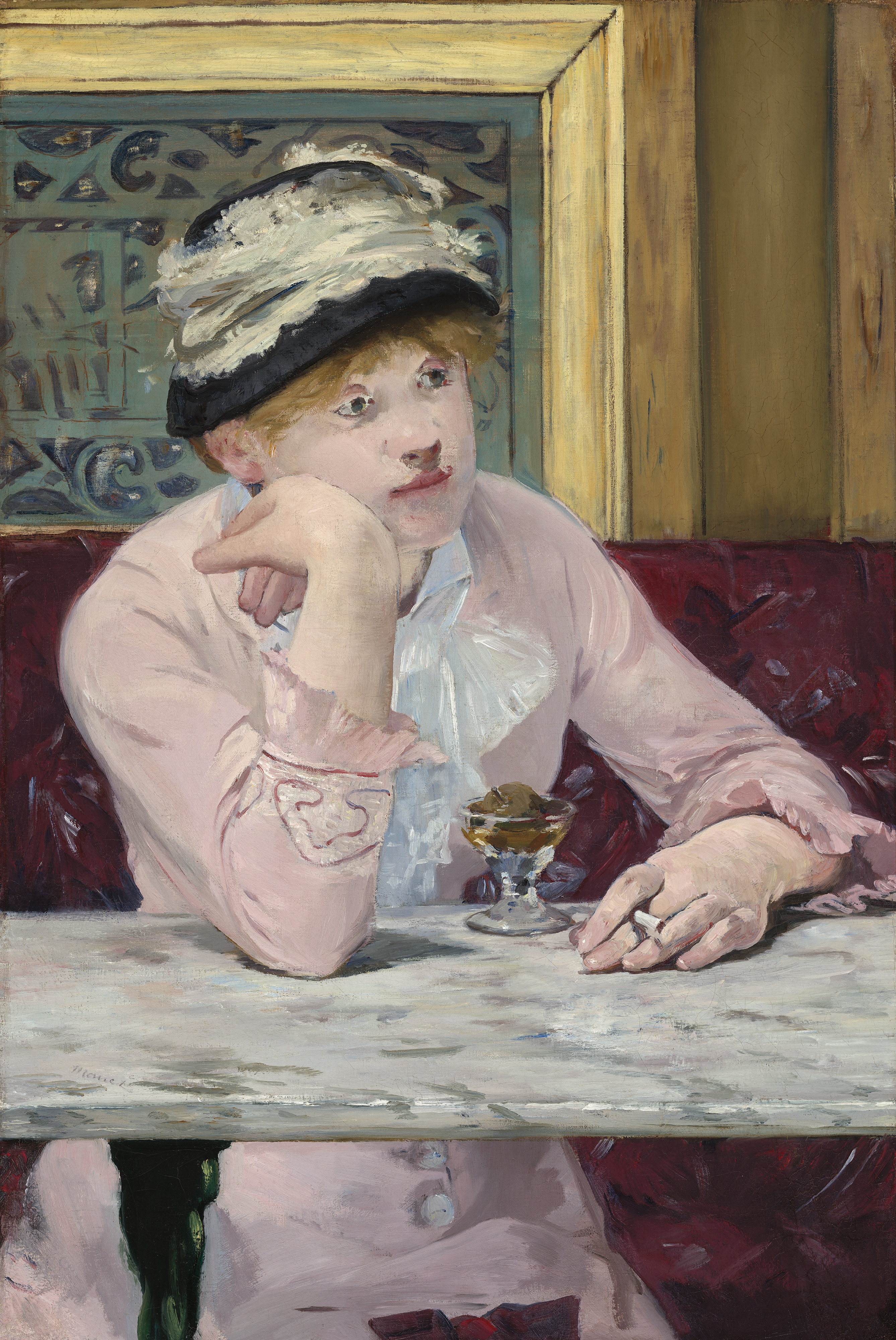
La Prune (vers 1877), Washington, National Gallery of Art.
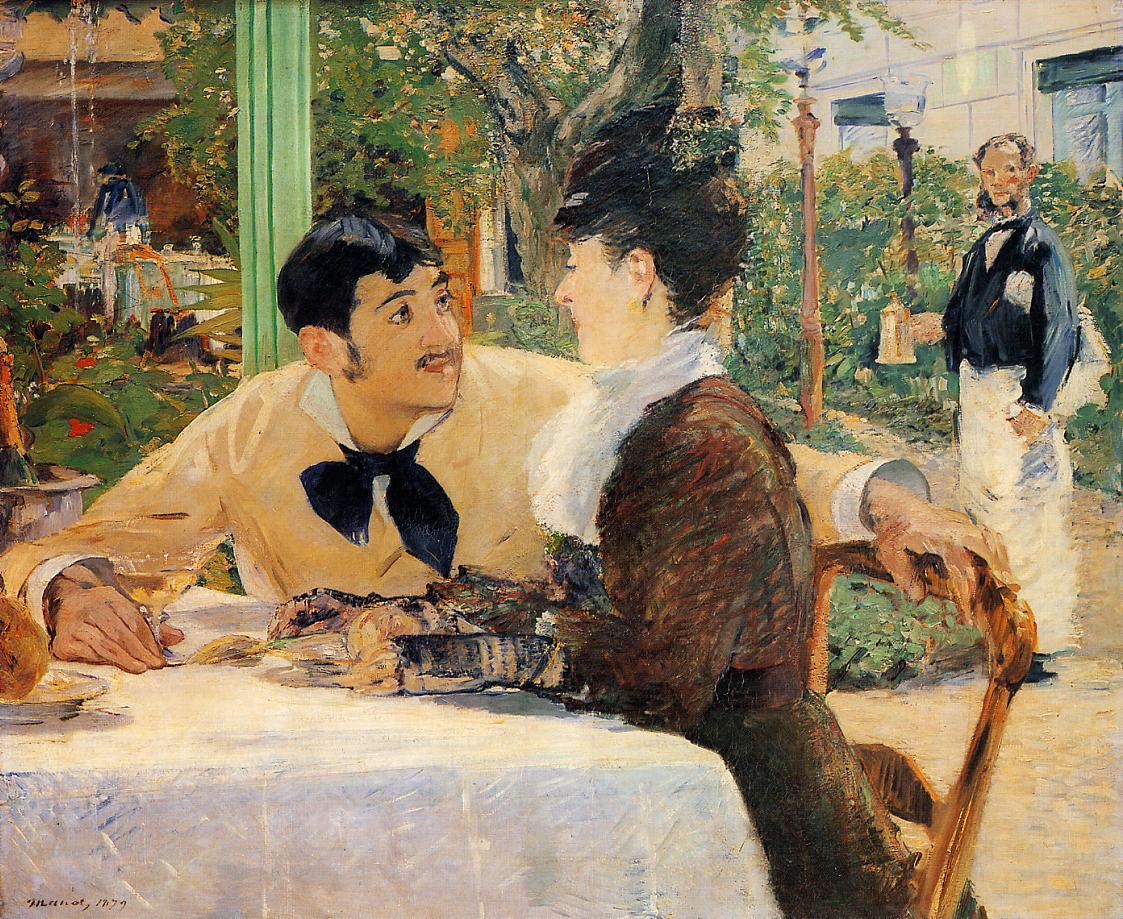
Chez le père Lathuille (1879), Musée des beaux-arts de Tournai

### Degas
Edgar Degas note dans un carnet vers 1875 qu'il projette de peindre un tableau avec la mention suivante « Hélène et Desboutin dans un café ». Il s'agit du tableau L'Absinthe dans lequel le peintre Marcellin Desboutin est assis à côté d'Hélène André. Cette scène de café est située dans le Café de la Nouvelle Athènes, où Degas rencontre Hélène André. Le portrait des deux personnages, dans lequel l'historienne de l'art Françoise Cachin voit des « épaves urbaines », déplut fort à Hélène André qui dira plus tard « le monde renversé, quoi ! Et nous avons l'air de deux andouilles ». Non seulement son visage semble déformé, mais l'absinthe qui se tient devant elle l'a particulièrement surprise, car Desboutin, assis à côté d'elle, n'est pas amateur d'alcools forts.
Le monotype Ellen Andrée réalisé en 1876, est probablement plus proche du modèle. Un autre monotype, réalisé vers 1877-1880, montre son profil avec une boucle d'oreille. Deux pastels avec son portrait sont connus dès 1879 : outre La femme en costume de ville, elle est l'une des trois femmes d'une frise de portraits (tous deux dans des collections privées). La même année, elle avait entre-temps adopté un nom de scène, le dessin L'actrice Ellen Andrée est également créé.
Interrogée plus tard sur l'art de Degas, Ellen Andrée s'est exprimée négativement sur ses images. Elle déclare qu'une fois Degas avait voulu lui donner une photo avec des danseurs de l'Opéra de Paris, mais elle refusa parce que la photo lui semblait trop verte et moche. Ellen Andrée préférait les tableaux de peintres tels que Camillo Innocenti, Louis Welden Hawkins et Giuseppe de Nittis.

Ellen Andrée peinte par Edgar Degas
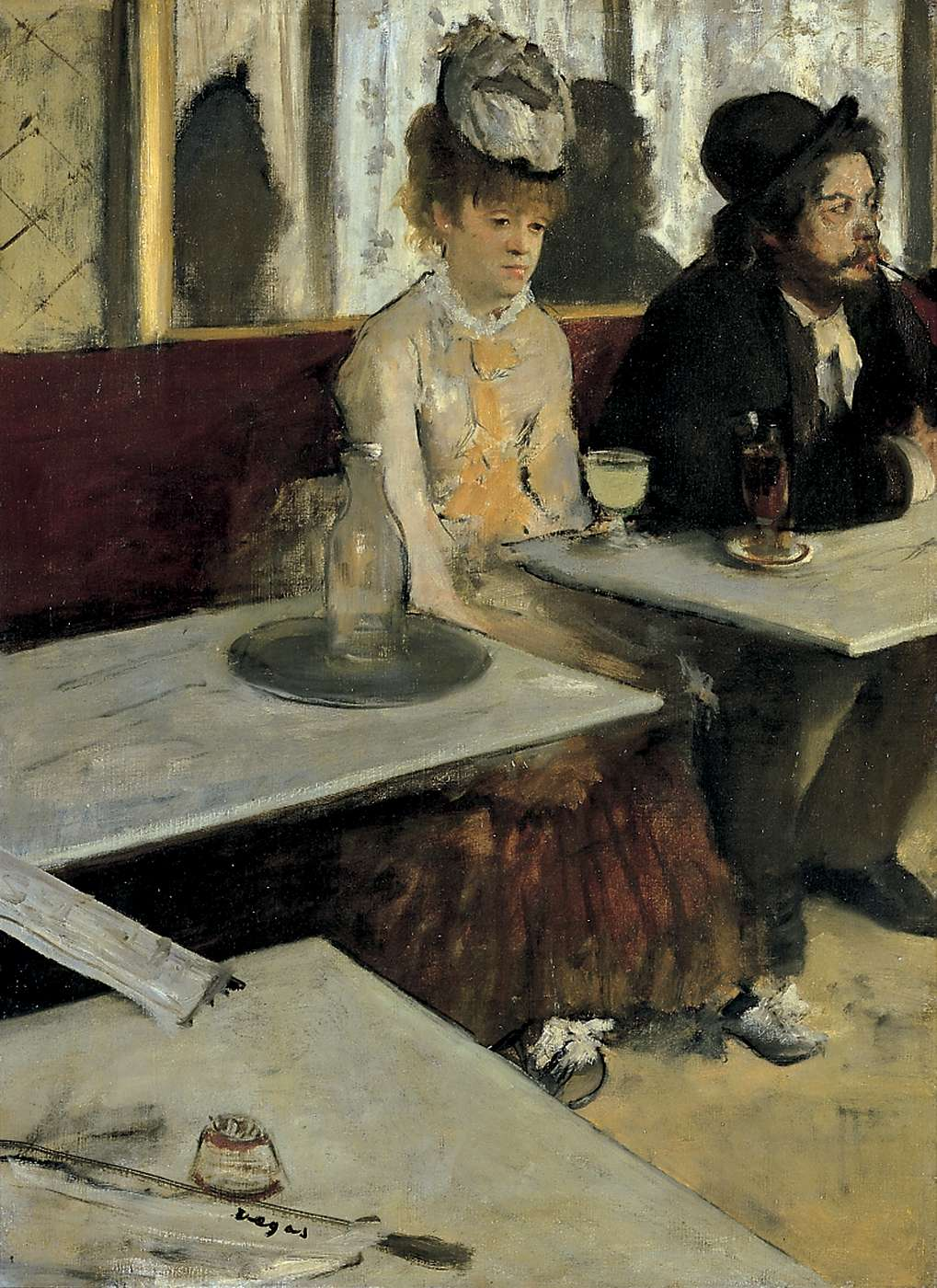
L'Absinthe (1876), musée d'Orsay
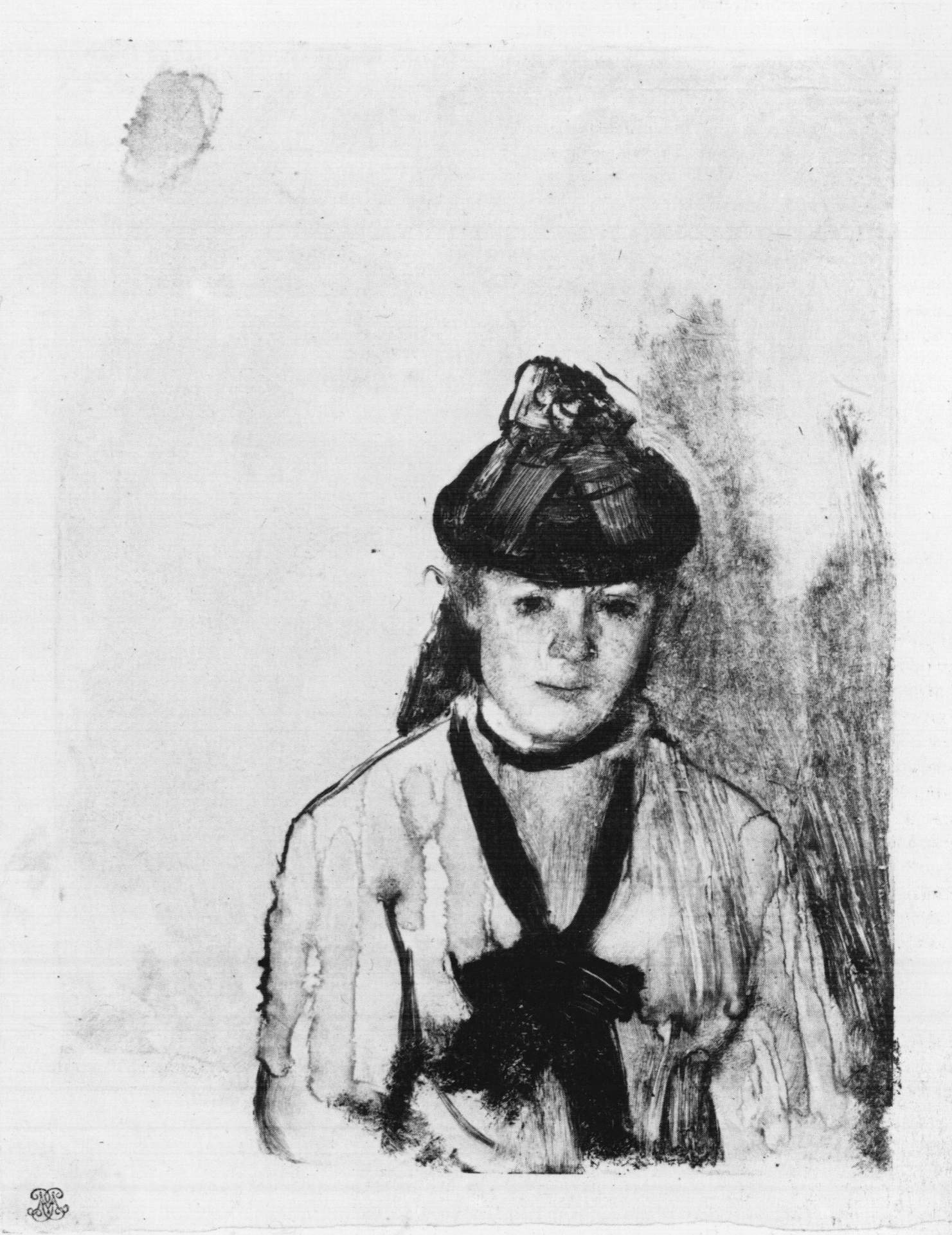
Ellen Andrée (1876), Art Institute of Chicago
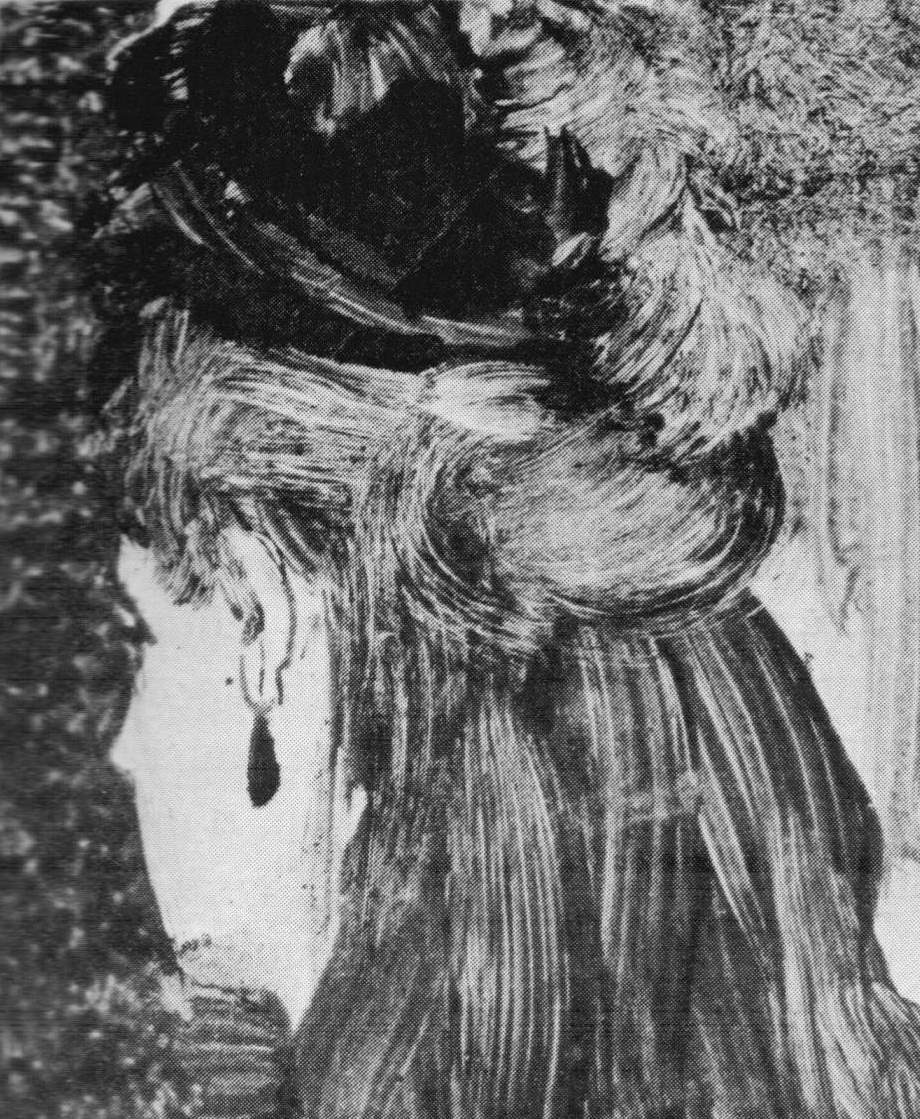
Profil perdu à la boucle d'oreille (1877–80), Metropolitan Museum of Art
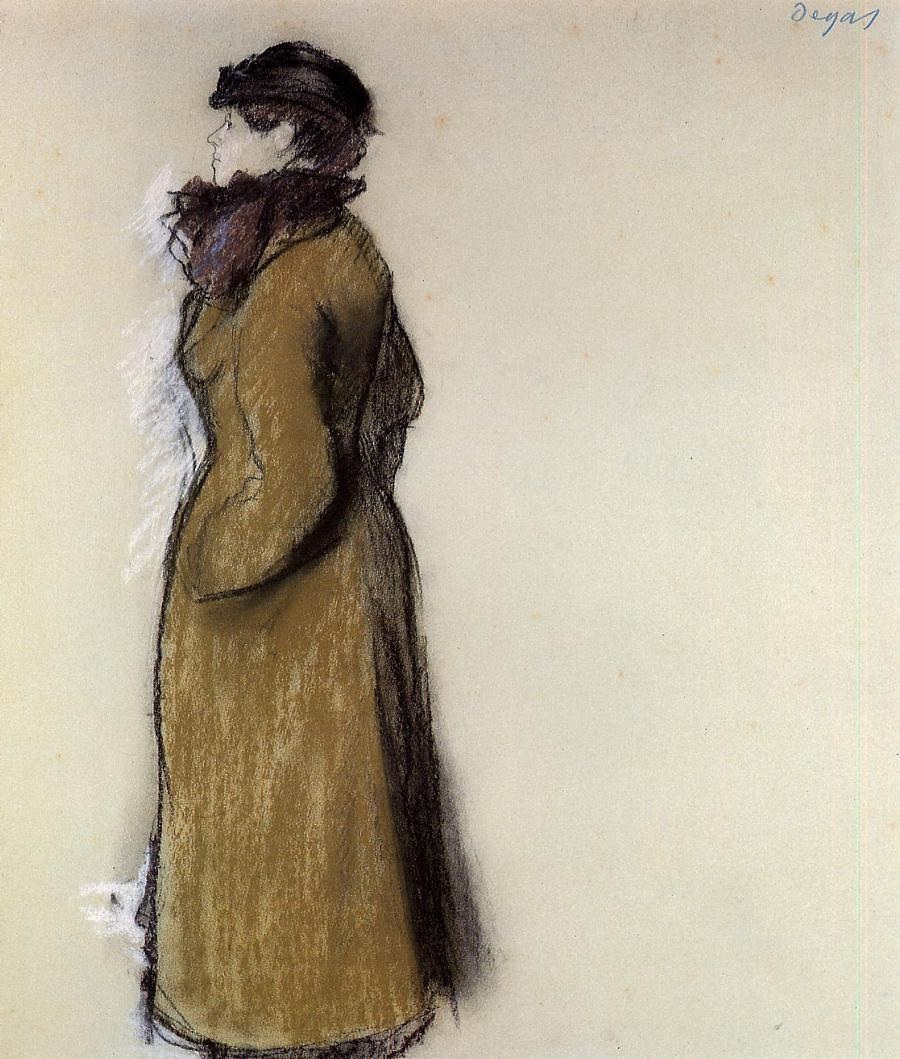
Femme en costume de ville (1879), collection privée
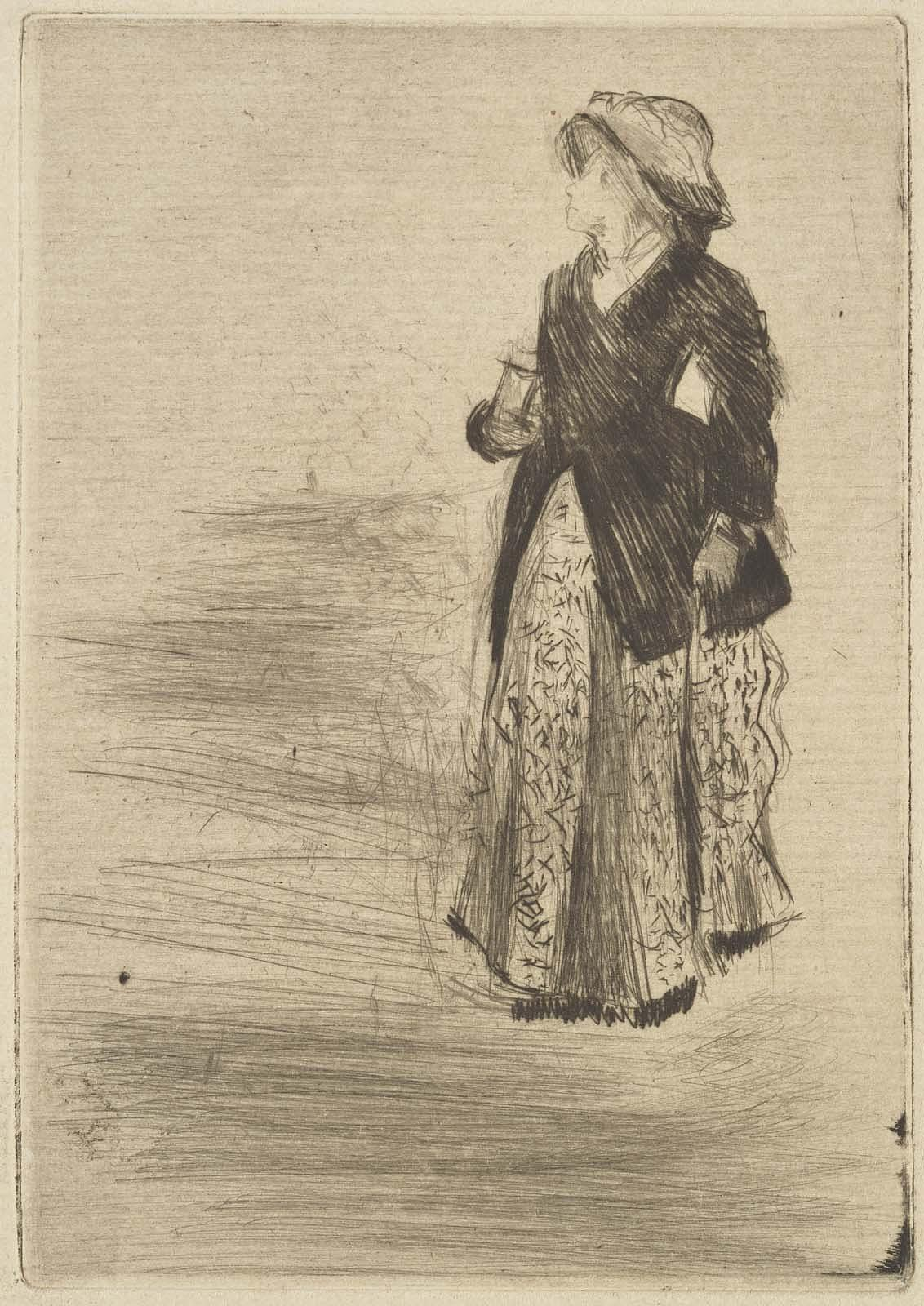
L'actrice Ellen Andrée (1879), Musée des Beaux-Arts de Boston

### Renoir
Auguste Renoir ne choisit Ellen Andrée comme modèle pour ses tableaux que quelques années après Manet et Degas. Elle apparaît, assise dans un fauteuil, dans le portrait au pastel Ellen Andrée en 1879, et est l'une des trois figures du tableau La fin du déjeuner. Dans Le Déjeuner des canotiers, l'une des œuvres principales de Renoir, elle est identifiée comme une figure féminine, quoique brune, buvant de la bière en arrière-plan. Certains ont toutefois cru la reconnaître dans la femme à droite du peintre Caillebotte (à califourchon sur une chaise) vers laquelle se penche le journaliste italien, Maggiolo.

Ellen Andrée peinte par Auguste Renoir
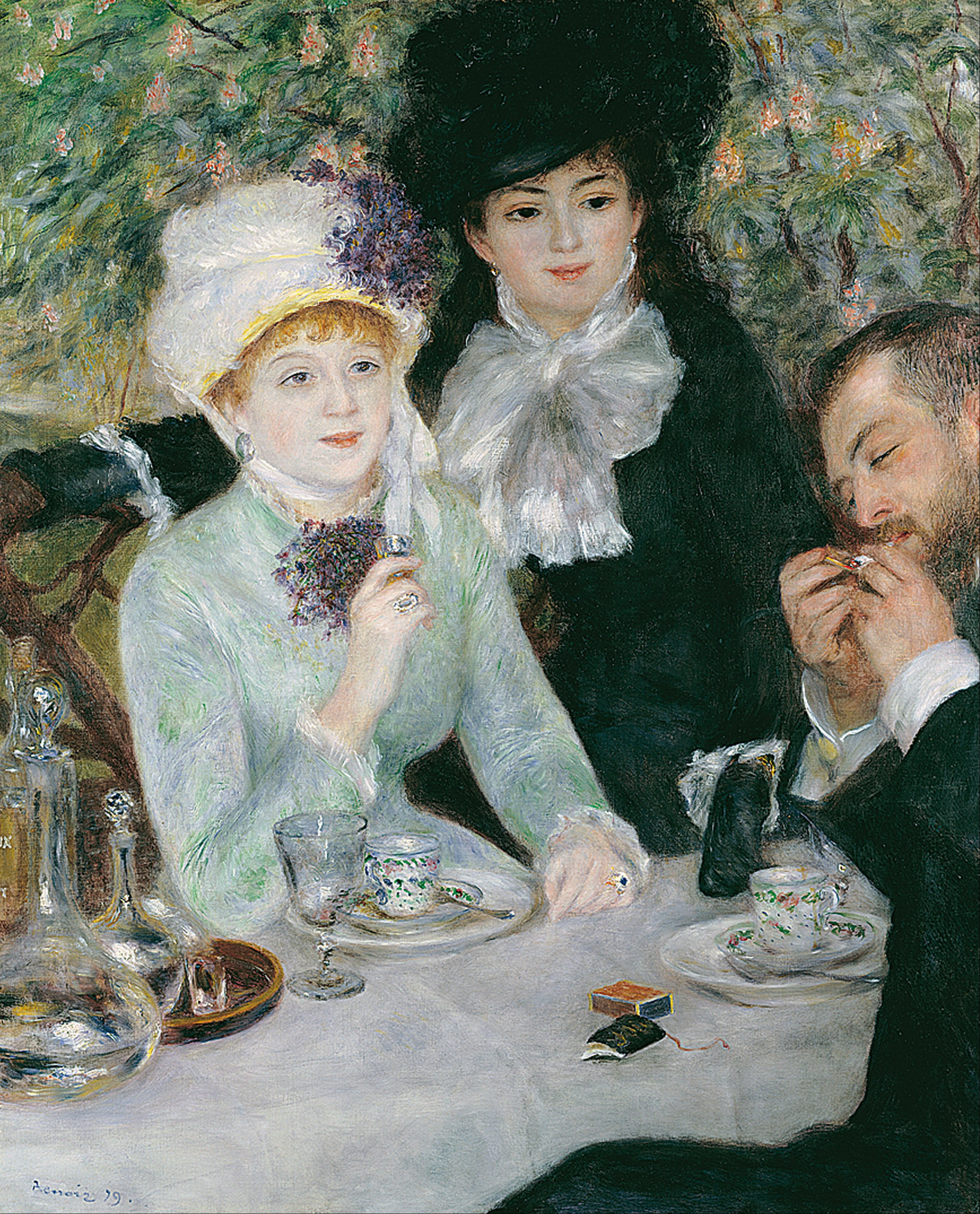
La fin du déjeuner (1879), Musée Städel
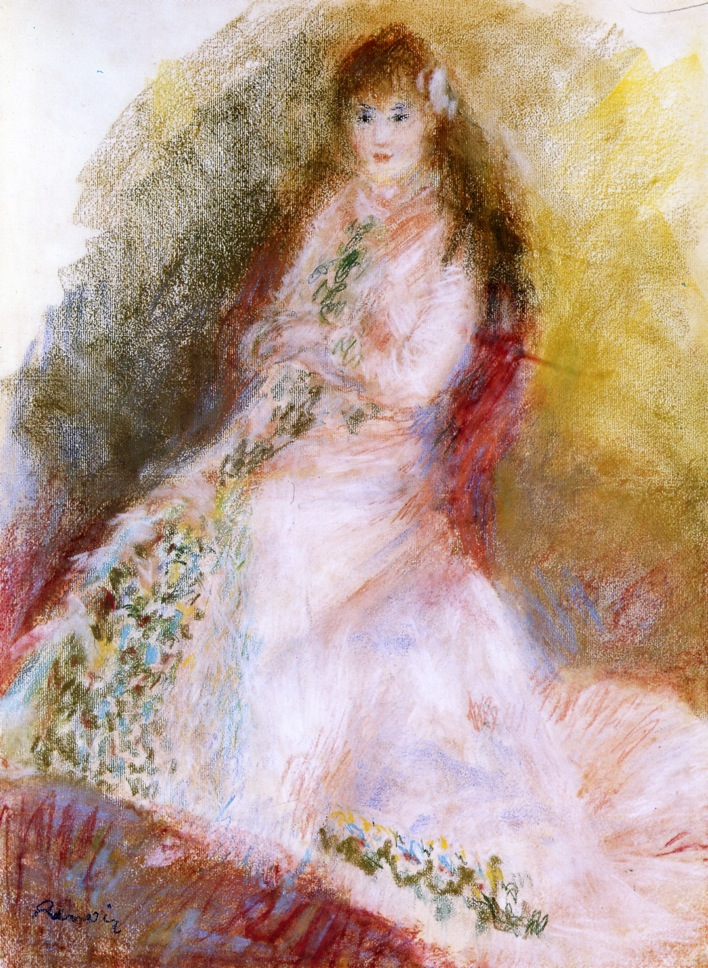
Ellen Andrée (1879), Collection Phillips
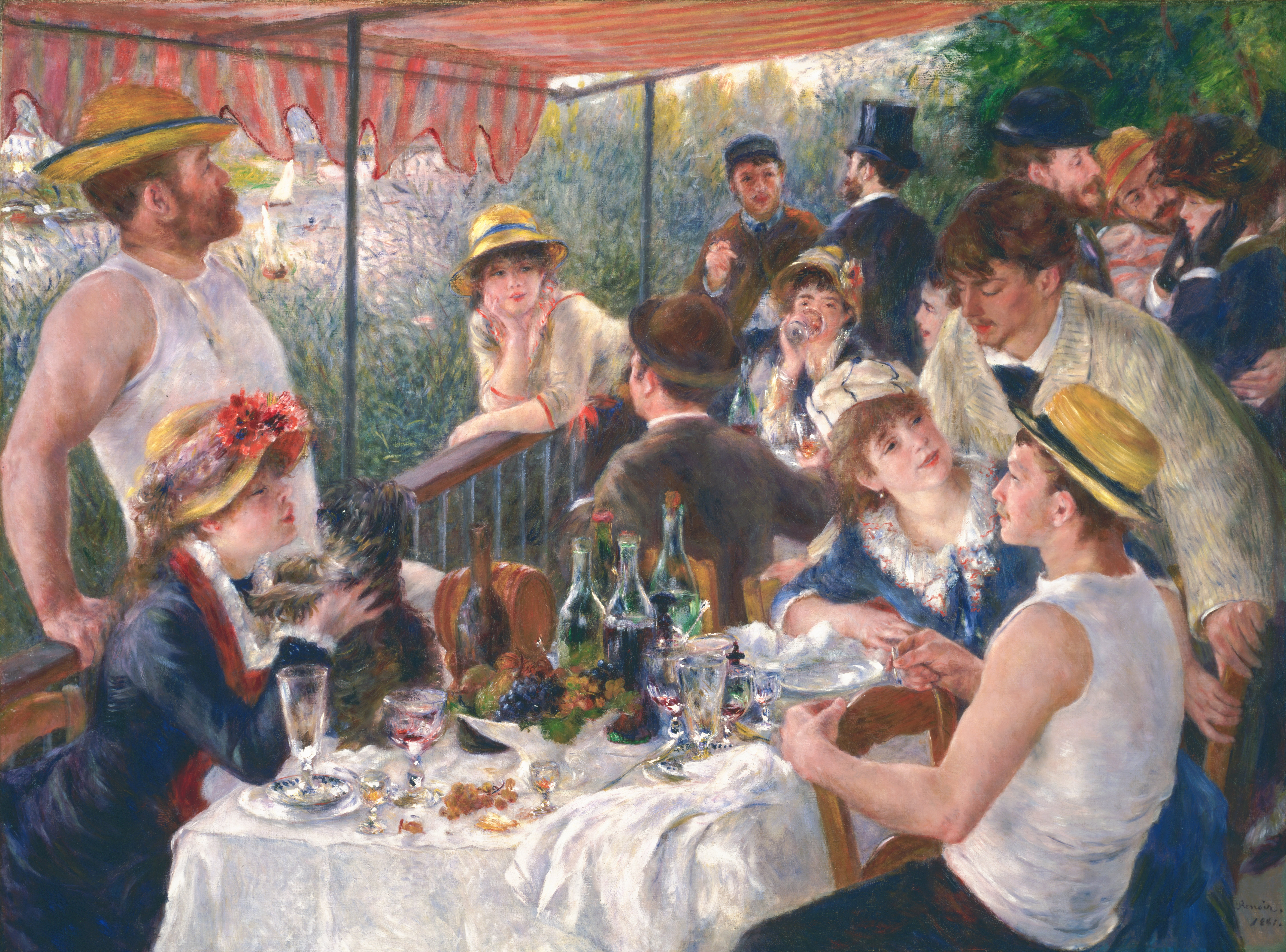
Le Déjeuner des canotiers (1881), Collection Phillips
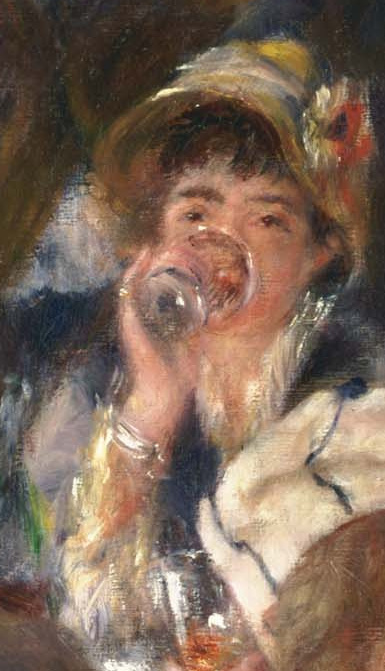
Détail du Déjeuner des canotiers

### Autres peintres
Au cours de sa carrière de modèle, le Rolla d'Henri Gervex est incontestablement le plus connu. Elle incarne Marion du poème Rolla, d'Alfred de Musset. C'est le seul portrait de nu d'Ellen Andrée, et fut retiré avant l'ouverture du Salon de Paris en 1878 pour éviter le scandale. Elle apparaît dans Dans un café avec le même peintre.
D'autres peintres qui ont peint Ellen Andrée incluent André Gill, Alfred Stevens et Florent Willems.

Ellen Andrée peinte par Gervex
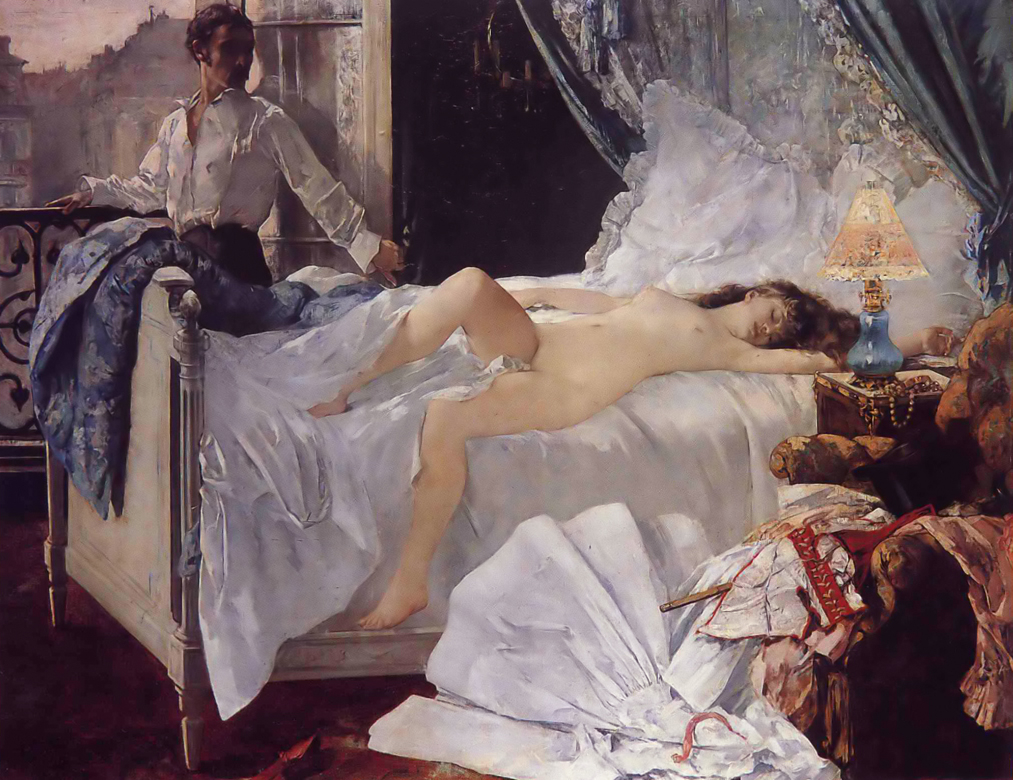
Henri Gervex : Rolla (1878), Musée des Beaux-Arts de Bordeaux
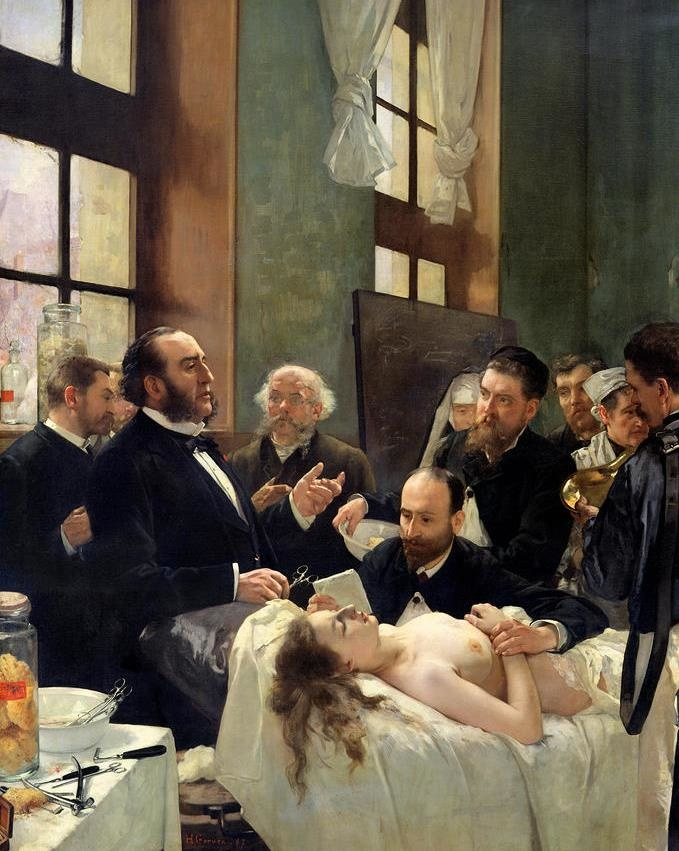
Henri Gervex : Avant l'Opération (1887)
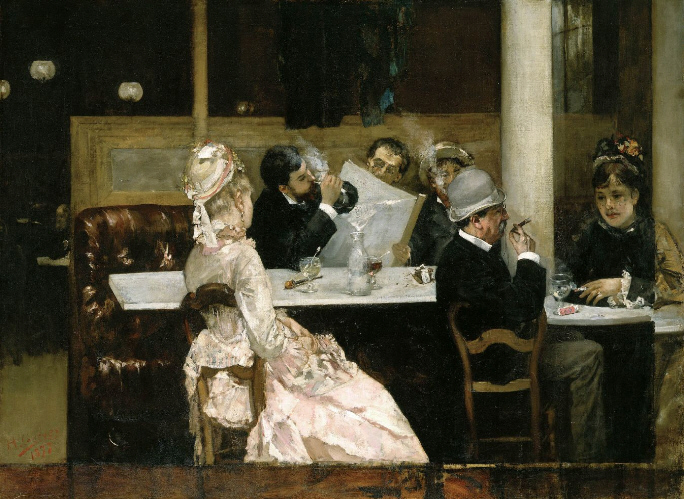
Henri Gervex : Dans un café (1877) , Detroit Institute of Arts

## Principaux rôles au théâtre
- 1898 : Les Boulingrin de Georges Courteline, au Théâtre du Grand-Guignol
- 1899 : Les Gaietés de l'escadron de Georges Courteline et Édouard Norès, mise en scène André Antoine, au théâtre Antoine
- 1900 : Le commissaire est bon enfant de Georges Courteline et Jules Lévy, au théâtre Antoine
- 1900 : La Clairière de Lucien Descaves et Maurice Donnay, au théâtre Antoine
- 1900 : Poil de carotte de Jules Renard, au Théâtre Antoine (2 mars) :Madame Lepic
- 1901 : L'Honneur d'Hermann Sudermann, mise en scène André Antoine, au théâtre Antoine
- 1902 : La Terre de Raoul de Saint-Arroman et Charles Hugot d'après Émile Zola, mise en scène André Antoine, au théâtre Antoine
- 1902 : Boule de suif d'Oscar Méténier d'après Guy de Maupassant, mise en scène André Antoine, au théâtre Antoine
- 1903 : Monsieur Vernet de Jules Renard, mise en scène André Antoine, au théâtre Antoine : Pauline
- 1905 : Le Meilleur Parti de Maurice Maindron, mise en scène André Antoine, au théâtre Antoine
- 1905 : La Rafale d'Henry Bernstein, au Théâtre du Gymnase
- 1908 : Un divorce de Paul Bourget et André Cury, au théâtre du Vaudeville
- 1908 : La Maison en ordre d'Arthur Wing Pinero, au théâtre Femina
- 1908 : Le Lys de Pierre Wolff et Gaston Leroux, au théâtre du Vaudeville
- 1909 : La Route d'émeraude de Jean Richepin d'après Eugène Demolder, au théâtre du Vaudeville
- 1909 : Suzette d'Eugène Brieux, au théâtre du Vaudeville
- 1909 : La Maison de danses de Fernand Nozière et Charles Müller d'après Paul Reboux, au théâtre du Vaudeville
- 1911 : Le Tribun de Paul Bourget, au théâtre du Vaudeville
- 1912 : Bel-Ami, de Fernand Nozière d'après Guy de Maupassant, rôle d'une servante, Théâtre du Vaudeville, 23 février[23].
- 1912 : Mioche de Pierre Berton, au théâtre du Vaudeville
- 1912 : On naît esclave de Tristan Bernard et Jean Schlumberger, au théâtre du Vaudeville
- 1912 : La Prise de Berg-Op-Zoom de Sacha Guitry, au théâtre du Vaudeville
- 1913 : Les Éclaireuses de Maurice Donnay, à la Comédie Marigny
- 1913 : Hélène Ardouin d'Alfred Capus, au théâtre du Vaudeville
- 1913 : Le Phalène d'Henry Bataille, au théâtre du Vaudeville
- 1913 : La Belle Aventure de Gaston Arman de Caillavet, Robert de Flers et Étienne Rey, au théâtre du Vaudeville
- 1921 : Le Chemin de Damas de Pierre Wolff, au théâtre du Vaudeville
- 1921 : Le Comédien de Sacha Guitry, au Théâtre Édouard VII
- 1921 : Chéri de Colette, mise en scène Robert Clermont, théâtre Michel à Paris
- 1923 : Les Vignes du seigneur de Robert de Flers et Francis de Croisset, au théâtre du Gymnase